# Existir (pel·lícula)
Existir és una pel·lícula de ciència-ficció i aventura argentina de 2021 dirigida per Gabriel Grieco. Narra la història d'un jove que porta desaparegut dos anys i tant la seva promesa com el seu millor amic surten en cerca del seu parador. És protagonitzada per Vanesa González, Victorio D'Alessandro, Gabriel Grieco, Luis Machín i Sofía Gala Castiglione.
La pel·lícula es va estrenar el 3 de desembre de 2021 en el festival de cinema Buenos Aires Rojo Sangre, mentre que va tenir el seu llançament limitat a les sales de cinemes de l'Argentina el 6 d'octubre de 2022.

## Argument
Lautaro és un jove obsessionat amb els OVNIS que va desaparèixer fa ja dos anys sense deixar rastres. Després d'aquest temps, la seva promesa Lola forma parella amb Renzo, el millor amic de Lautaro, però rep una sèrie d'estranys missatges que indicarien el possible parador de Lautaro. A partir d'això, Lola i Renzo comencen una nova cerca per a trobar a Lautaro i en el camí passaran per llocs estranys i seran perseguits pel servei militar.

## Repartiment
- Vanesa González com Lola
- Victorio D’Alessandro com Renzo
- Gabriel Grieco com Lautaro
- Luis Machín com General Salazar
- Sofía Gala Castiglione com Nathalie
- Ezequiel de Almeida com Emilio
- Fabiana Cantilo com Octavia Remota
- Kate Rodríguez com Karen
- Daria Panchenko com Camille
- Nicolás Zuviría com Mecànic

## Recepció

### Comentaris de la crítica
Al lloc web Todas las críticas, la pel·lícula té una aprovació del 46% basat en 5 ressenyes. Matías Seoane d'Alta peli va considerar que la pel·lícula «planteja un concepte i el porta endavant amb un treball tècnic molt prolix que esprem recursos per a treure'ls tot el que pot, amb resultats impactants que compensen, almenys en part, les seves errades narratives i d'interpretació». Francisco Mendes Moas de Cine argentino hoy va elogiar el treball de Grieco dient que «demostra totes les seves proeses com a director i algunes com a actor», mentre que el film «és una perla dins d'una cloïssa, una cosa difícil de trobar però quan s'aconsegueix, és un veritable tresor».
En una ressenya per Solo fui al cine, Bruno Calabrese va escriure que «Existir és una proposta arriscada que per moments es enrieda dins d'una temàtica complexa, però que finalment aconsegueix que sigui una experiència interessant que explora l'espiritual i les connexions amb diferents vides passades».

### Premis i nominacions
| Llista de premis i nominacions | Llista de premis i nominacions | Llista de premis i nominacions | Llista de premis i nominacions                  | Llista de premis i nominacions | Llista de premis i nominacions |
| Any                            | Organització                   | Categoria                      | Nominat/a(s)                                    | Resultat                       | Ref(s)                         |
| ------------------------------ | ------------------------------ | ------------------------------ | ----------------------------------------------- | ------------------------------ | ------------------------------ |
| 2023                           | Premis Cóndor de Plata         | Millor cançó original          | «Ya nö quiero» de Fabiana Cantilo i Marisa Mere | Nominat                        | [ 10 ]                         |